# Muang Vangviang (distrikt i Laos)
Muang Vangviang är ett distrikt i Laos.   Det ligger i provinsen Vientiane, i den västra delen av landet, 110 km norr om huvudstaden Vientiane.